# Saint Paul (Minnesota)
Saint Paul es la capital del estado estadounidense de Minnesota. Es la sede del condado de Ramsey, el condado más pequeño del estado en términos de área, el segundo más poblado y el más densamente poblado. A partir de 2020, su población era de 311.527 habitantes, lo que la convierte en la sexagésimo tercera ciudad más grande de los Estados Unidos y la undécima más poblada del Medio Oeste. La mayor parte de la ciudad se encuentra al este del río Misisipi en la confluencia con el río Minnesota. Mineápolis, la ciudad más grande del estado, está al otro lado del río hacia el oeste. Juntos, se les conoce como las "Ciudades Gemelas". Son el núcleo del área metropolitana de Mineápolis-Saint Paul, hogar de más de 3,6 millones de personas y la tercera más grande del Medio Oeste.
La Asamblea Legislativa del Territorio de Minnesota estableció la Ciudad de Saint Paul como su capital cerca de los asentamientos existentes de Dakota Sioux en noviembre de 1849. Siguió siendo una ciudad hasta 1854. El nombre de Dakota para el lugar donde se encuentra Saint Paul es "Imnizaska" para los acantilados de "roca blanca" a lo largo del río. La ciudad es conocida por el Xcel Energy Center, el estadio del Minnesota Wild. A nivel regional, es conocido por el Museo de Ciencias de Minnesota y su nuevo estadio de fútbol, Allianz Field. Como centro de negocios del Upper Midwest, es la sede de empresas como Ecolab. Saint Paul y Mineápolis también son conocidos por su alta tasa de alfabetización.
La primera estructura de lo que se convirtió en Saint Paul se construyó en 1838 a la entrada de Fountain Cave con vistas al Misisipi. Era una taberna perteneciente a Pigs Eye Parrant cerca de donde Randolph Avenue hoy se encuentra con el acantilado del río. La taberna de Parrant era bien conocida y el área circundante llegó a ser conocida como Pigs Eye. Eso duró hasta que llegó el misionero católico Lucien Galtier en 1840. No le importaba Parrant, su taberna o el nombre "Pigseye". La llegada de Galtier coincidió con el desalojo de Parrant de Fountain Cave y la construcción de una capilla de troncos cerca de donde los barcos de vapor tenían un aterrizaje fácil. Galtier nombró a la capilla San Pablo, dando a conocer que el asentamiento sería entonces llamado por ese nombre, ya que "San Pablo aplicado a un pueblo o ciudad era bien apropiado, este monosílabo es corto, suena bien, se entiende por todas las denominaciones cristianas ". Si bien "Ojo de Cerdo" ya no era el nombre del asentamiento, pasó a referirse a humedales y dos islas al sur del centro de la ciudad. La ciudad original se dispuso en dos planchas que cubrían 240 acres. La primera plataforma se presentó en el Territorio de Wisconsin, la segunda en el Territorio de Minnesota. Los límites eran Elm Street, 7th Street, Wacouta Street y el río. Entre 1849 y 1887, los límites se ampliaron 14 veces hasta su extensión actual. A medida que la región crecía, la ciudad se convirtió en la sede de una arquidiócesis que construyó la Catedral de San Pablo, con vista al centro de la ciudad.

## Historia

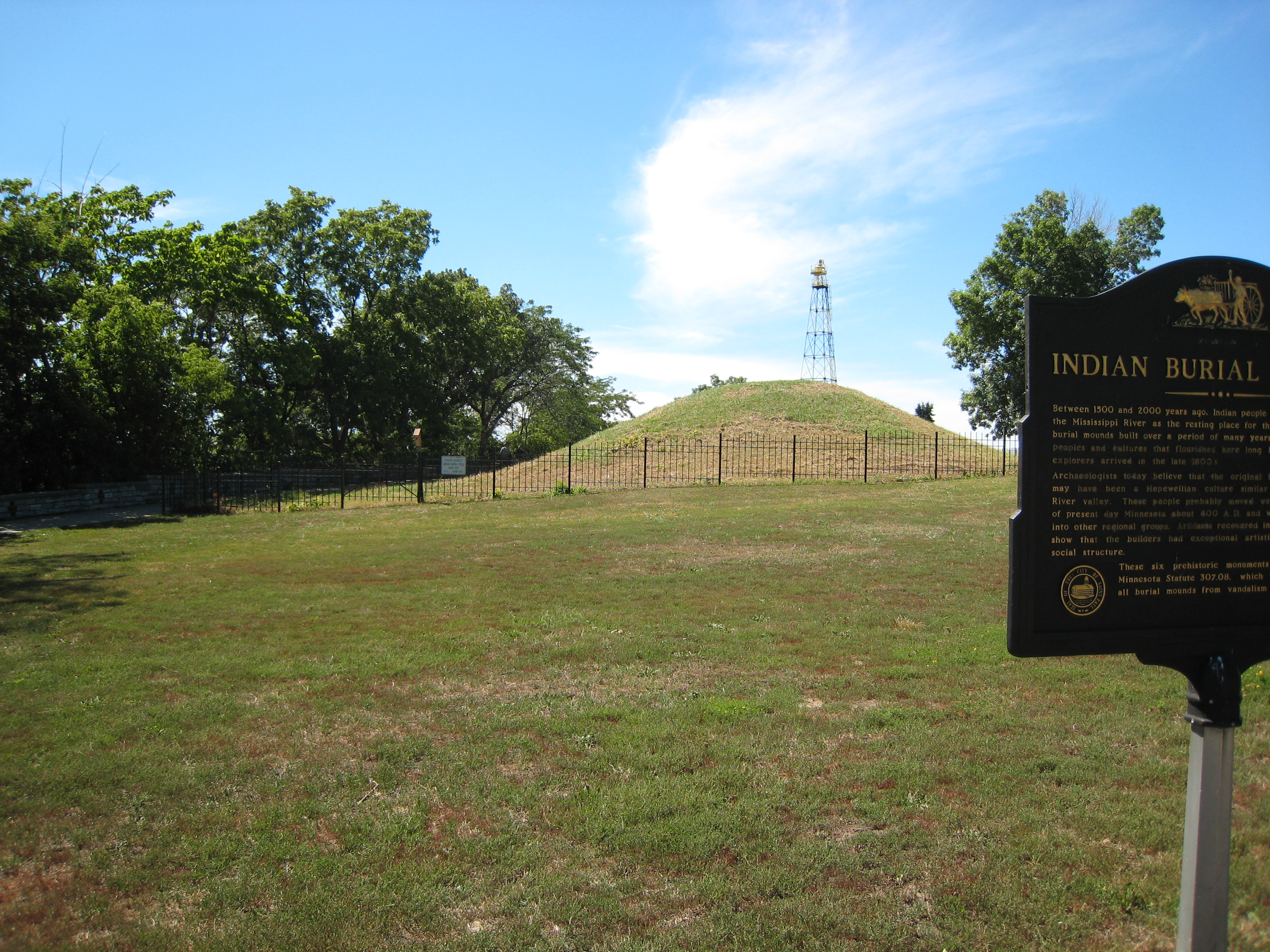
Un túmulo funerario en Indian Mounds Park

Los túmulos funerarios en el actual Indian Mounds Park sugieren que el área fue habitada por la civilización llamada Cultura Hopewell hace unos 2000 años;  dicha civilización colapsó alrededor del año 500 d. C.
Desde principios del siglo XVII hasta 1837, los indios dakota, una tribu de los siux, vivieron cerca de los montículos después de ser desplazados de sus tierras ancestrales por el lago Mille Lacs, invadidas por los ojibwa.  Al invadir los dakota, a su vez, el área de San Pablo, desplazaron a los indios iowa y oto, quienes se vieron obligados a marcharse.
Los dakota llamaron a su nuevo territorio Imniza-Ska ("acantilados blancos") por sus acantilados de arenisca blanca expuestos en el lado este del río. Los Imniza-Ska estaban llenos de cuevas que fueron útiles para los dakota. El explorador Jonathan Carver documentó el histórico tipi de Wakan en el acantilado debajo de los túmulos funerarios en 1767. En el idioma menominee, Saint Paul se llamaba Sāēnepān-Menīkān, que significa "pueblo de cinta, seda o satén", lo que sugiere su papel en el comercio en toda la región después de la introducción de los productos europeos.
Después de la compra de Luisiana de 1803, el teniente del ejército de Estados Unidos Zebulon Pike negoció aproximadamente 40 469 ha; 156 mi² de tierra de los dakota en 1805 para establecer un fuerte. Una reserva militar estaba destinada a la confluencia de los ríos Misisipi y Minnesota a ambos lados del Misisipi hasta Saint Anthony Falls. Todo lo que ahora es el vecindario de Highland Park se incluyó en esto. Pike planeó una segunda reserva militar en la confluencia de los ríos St. Croix y Misisipi. En 1819 se construyó Fort Snelling en la confluencia de Minnesota y Misisipi. El Tratado de 1837 con los Sioux cedió todas las tierras tribales al este del Misisipi al gobierno de Estados Unidos. Pequeño Cuervo trasladó su aldea, Kaposia, desde el sur de Mounds Park al otro lado del río, unas pocas millas hacia la tierra de Dakota. Los comerciantes de pieles, exploradores y colonos llegaron al área debido a la seguridad del fuerte. Muchos eran francocanadienses que precedieron a los pioneros estadounidenses por algún tiempo. Un comercio de whisky floreció entre los ocupantes ilegales y el comandante del fuerte los expulsó a todos de la reserva del fuerte. El comerciante de pieles convertido en contrabandista "Ojo de cerdo" Parrant, que instaló un negocio en las afueras de la reserva, irritó particularmente al comandante. A principios de la década de 1840, se había desarrollado una comunidad cercana que los lugareños llamaban Pig's Eye (en francés: L'Œil du Cochon) o Pig's Eye Landing, en honor a la popular taberna de Parrant. En 1842, un grupo de asalto de Ojibwe atacó el campamento de Kaposia al sur de Saint Paul. Se produjo una batalla donde un arroyo desembocaba en unos humedales a dos millas al sur de Wakan Tipi. A partir de entonces, el arroyo se llamó Battle Creek y hoy es un parque. En las décadas de 1840 y 1870, los métis llevaron sus bueyes y carritos de Red River por Kellogg Street hasta el desembarcadero de Lambert para enviar pieles de búfalo al mercado desde el Red River del Norte. Saint Paul era el término sur de Red River Trails. En 1840, Pierre Bottineau se convirtió en un residente destacado con un reclamo cerca del centro del asentamiento.

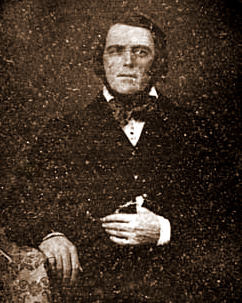
Joe Rolette fue el responsable de evitar que la capital de Minnesota se mudara a Saint Peter.

En 1841, el misionero católico Lucien Galtier fue enviado a ministrar a los canadienses franceses en Mendota. Tenía una capilla que llamó por Saint Paul construida en el acantilado sobre el barco que desembarca río abajo desde Fort Snelling. Galtier informó a los colonos que iban a adoptar el nombre de la capilla para el asentamiento y dejar de usar "Ojo de cerdo". En 1847, la educadora de Nueva York Harriet Bishop se mudó al asentamiento y abrió la primera escuela de la ciudad. El Territorio de Minnesota fue creado en 1849 con Saint Paul como capital. El ejército de Estados Unidos hizo la primera carretera mejorada del territorio, Point Douglas Fort Ripley Military Road, en 1850. Pasó por lo que se convirtió en barrios de Saint Paul. En 1857, la legislatura territorial votó para trasladar la capital a St. Peter, pero Joe Rolette, un legislador territorial, robó el texto del proyecto de ley y se ocultó, impidiendo la mudanza. Los estados tenían el mandato de crear milicias para aumentar las fuerzas federales. Saint Paul fue la primera comunidad del territorio en hacerlo cuando estableció la Guardia Pionera en 1856. El 11 de mayo de 1858, Minnesota ganó la condición de estado como el estado número 32, con Saint Paul como capital. Cuando estalló la Guerra de Secesión, el gobernador Ramsey ofreció un regimiento para luchar contra los Estados Confederados de América. Las comunidades de todo el estado enviaron a sus milicias como voluntarios para el regimiento. Saint Paul envió su Guardia Pioneer para formar las Compañías A y C de la 1.ª Infantería Voluntaria de Minnesota. A Josias Redgate, rey de la Guardia Pionera de Saint Paul, se le atribuye ser el primer hombre en ser voluntario de la Unión en la Guerra Civil. El mensaje telegrafiado de Ramsey a Minnesota llevó a la Guardia Pioneer a la armería de Saint Paul el 15 de abril. King fue el primero en dar un paso adelante y firmar su nombre.

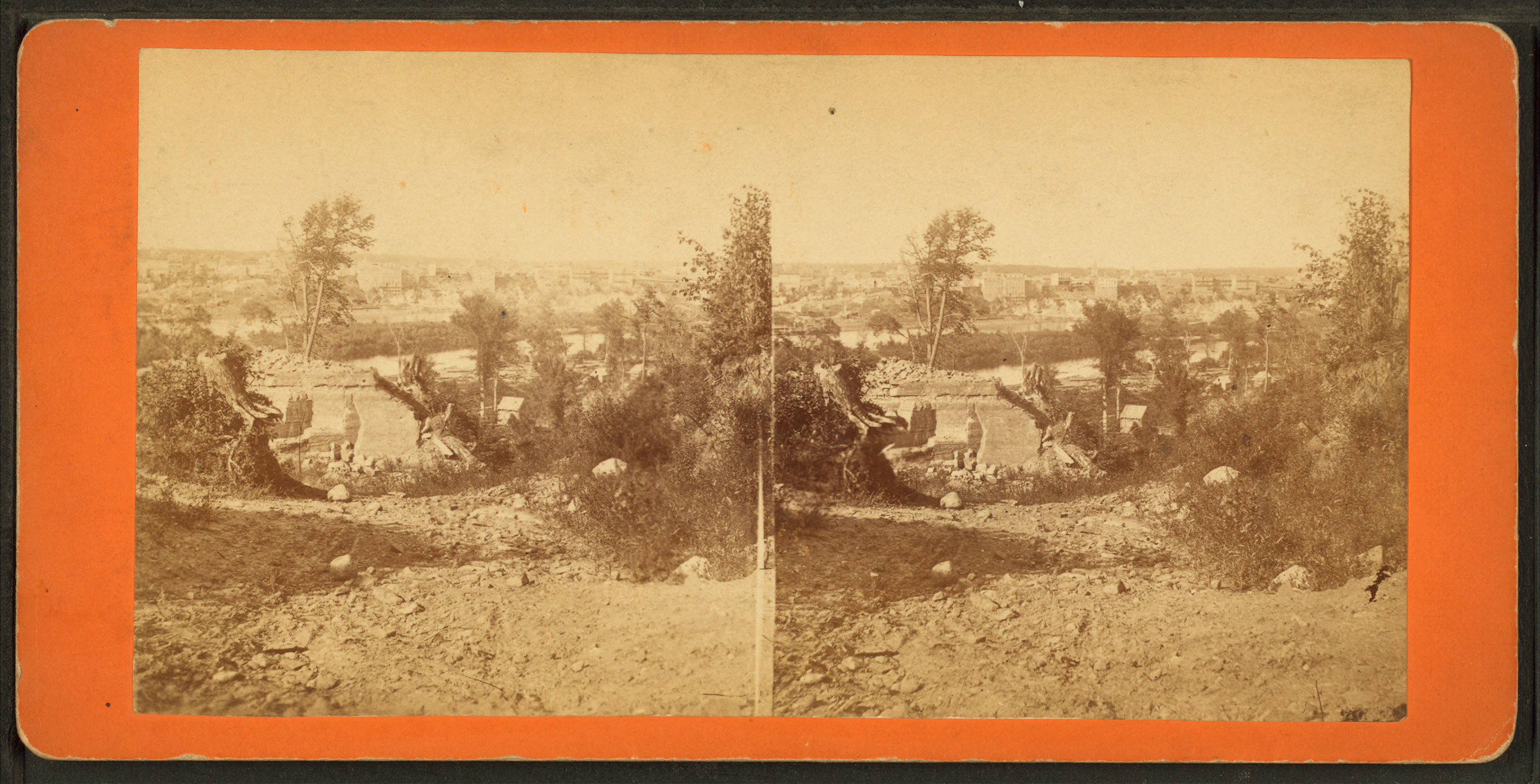
Vista estereoscópica de Saint Paul

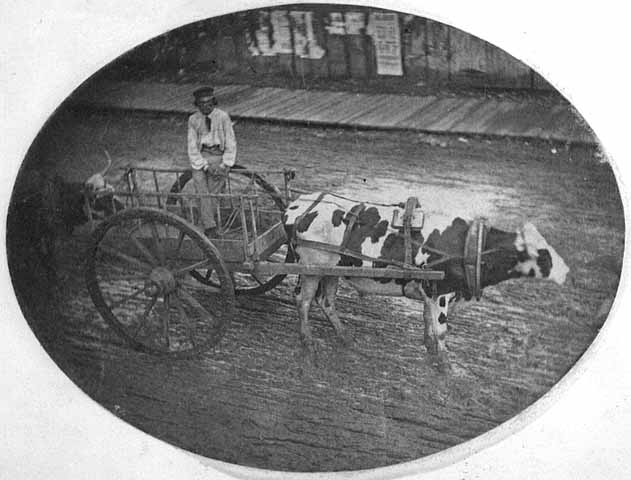
Carro de bueyes del río rojo y conductor en Saint Paul

El año 1858 más de 1000 barcos de vapor dieron servicio a Saint Paul, convirtiéndolo en una puerta de entrada para los colonos a la frontera de Minnesota o al Territorio de Dakota. La geografía fue la razón principal por la que la ciudad se convirtió en un centro de transporte. La ubicación fue el último buen punto para aterrizar los barcos fluviales que llegaban río arriba debido a la topografía del valle del río. Durante un tiempo, a Saint Paul se le llamó "La última ciudad de Oriente". Fort Snelling fue importante para Saint Paul desde el principio. El acceso directo desde Saint Paul no sucedió hasta que se construyó el séptimo puente en 1880. Antes de eso, hubo un cruce de ferry que data a más tardar de la década de 1840. Una vez que aparecieron los tranvías, se construyó un nuevo puente a Saint Paul en 1904. Hasta que la ciudad construyó su primera cárcel, el bergantín del fuerte servía a Saint Paul.
La primera ejecución de Minnesota tuvo lugar en Saint Paul en 1860. Una mujer llamada Ann Bilansky fue condenada a la horca. La legislatura estatal votó para conmutar su sentencia a cadena perpetua, pero la gobernadora Ramsey la vetó y emitió su orden de muerte. Fue la única mujer ejecutada en Minnesota. En 1906, el ahorcamiento de William Williams se estropeó en Saint Paul, convirtiéndose en un estrangulamiento que duró 14 minutos. La noticia de la ejecución fallida puso fin a la pena capital en Minnesota.
El industrial James J. Hill fundó su imperio ferroviario en Saint Paul. El Great Northern Railway y el Northern Pacific Railway tenían sus oficinas centrales en Saint Paul hasta que se fusionaron con Burlington Northern. Hoy forman parte del Ferrocarril BNSF.
La prostitución estaba en contra de las leyes estatales y municipales, pero un sistema en Saint Paul que data de 1863 la hizo casi legítima. La señora de un burdel comparecía ante el tribunal una vez al mes para pagar una multa por operar una casa desordenada. Después de la Guerra Civil, Saint Paul desarrolló dos distritos de vicio. El más infame fue "debajo de la colina" en Eagle Street y sus alrededores. En la década de 1870, la ciudad se había ganado la reputación de ser dura. Tenía el doble de burdeles de Mineápolis, docenas de tabernas más y una cervecería más. A mediados de la década de 1880 tenía 14 burdeles y algunas operaciones de fachada de "tabaquerías". La señora de "alta gama" más famosa de la ciudad era Nina Clifford. Dirigió su burdel hasta su muerte en 1929. Una lámpara de araña se montó en la oficina del alcalde cuando fue arrasada.
En 1887, la Guardia Nacional de Reserva de Minnesota se convirtió en el 3.er Regimiento de Infantería de la Guardia con sede en Saint Paul Armory. La Compañía C estaba formada por hombres de la ciudad. Para la guerra hispano-estadounidense, el Regimiento fue redesignado como el 14 ° de Infantería de Voluntarios de Minnesota. La Compañía E eran hombres de Merriam Park. La guerra hispano-estadounidense vio al transatlántico SS Saint Paul convertido y comisionado en la Armada de los Estados Unidos como crucero auxiliar. Fue el primer barco de la marina en llevar el nombre de la ciudad. Fue dada de baja y devuelta a sus dueños solo para ser reclutada nuevamente para la Primera Guerra Mundial, después de lo cual fue nuevamente dada de baja y desguazada. Cuando estallaron las hostilidades con España, se solicitaron voluntarios a los estados. Minnesota rápidamente tuvo suficiente para formar cuatro unidades, los Regimientos de Infantería de Minnesota 12 al 15. De estos, solo el 13 se envió a Filipinas. Las compañías C, D, E y H eran de Saint Paul y vieron un duro combate en Manila.
En 1900, un irlandés, John O'Connor, se convirtió en jefe de la policía de Saint Paul y era conocido en la calle como "el gran compañero". Ese año instituyó el "Acuerdo de escala de O'Connor" e hizo un esfuerzo por informar a los delincuentes de su existencia. La policía de Saint Paul ignoraría cualquier transgresión de la ley que tuviera lugar fuera de su jurisdicción siempre que los delincuentes "se registraran" cuando llegaran a la ciudad. Había tres condiciones para el acuerdo: registrarse con la policía; pagar una "donación" al jefe; y no cometer ningún delito en Saint Paul. El registro se realizó en el hotel Savoy en el centro. Una gran cantidad de "negocios" se realizó en el bar clandestino "Green Lantern" cerca de la estación de tren en Lowertown. También era conocido por sus juegos ilegales. Se hizo más en las cuevas al otro lado del río desde el centro. En 1930, la mafia local incluso arregló que el nuevo jefe de policía de Saint Paul sería Tom Brown. El "Acuerdo" duró la prohibición hasta 1935. En ese tiempo Saint Paul dio la bienvenida a Al Capone, John Dillinger, Billie Frechette, Ma Barker, Baby Face Nelson, Alvin Karpis, Machine Gun Kelly, Kid Cann y muchos de sus asociados irlandeses. Para eludir las reglas de la escala, la pandilla de Barker residía a una cuadra de la ciudad en Robert Street. Karpis dijo: “Probablemente nunca antes hubo una reunión tan completa de criminales en una habitación en los Estados Unidos como en el Green Lantern en la víspera de Año Nuevo en 1931. Hubo fugitivos de todas las penitenciarías estadounidenses. Estaba deslumbrado ". También se sabe que Bonnie y Clyde visitaron la ciudad. Según el historiador del crimen Paul Maccabee, el único criminal del que no se tiene constancia de haber visitado Saint Paul durante el período de la escala es Pretty Boy Floyd. En 1933, el departamento de policía de Saint Paul cerró las puertas de Saint Paul al crimen organizado.
El 20 de agosto de 1904, tormentas eléctricas severas y tornados dañaron cientos de edificios del centro de la ciudad, causando 1,78 millones de dólares (51.27 millones en la actualidad) en daños y tramos rasgados del Puente Alto.
Cuando Estados Unidos entró en la Primera Guerra Mundial, se activó la Guardia Nacional de Minnesota. Para llenar el vacío, el estado creó la Guardia Nacional de Minnesota. Saint Paul proporcionó a los hombres de las Compañías AD del 1.er Batallón de la Guardia Nacional. También proporcionó a los hombres para las Compañías A, B, Hq y la banda del 16.º Batallón, la primera unidad afroamericana formada en Minnesota. Debido al fanatismo que experimentaron los hombres al alistarse, insistieron en que sus oficiales fueran negros. Cuando terminó la guerra, la Guardia Nacional se disolvió, pero la comunidad apoyó la incorporación del 16 a la Guardia Nacional. En cambio, en abril de 1919, la legislatura de Minnesota aprobó la formación del Primer Batallón de Infantería de la Milicia de Minnesota con los hombres del 16.º.
En 1917, la Twin City Rapid Transit Company (TCRTC) despidió a 57 hombres identificados como líderes del voto de los conductores de tranvías para sindicalizarse. Otros conductores abandonaron el trabajo para mostrar su apoyo y se produjeron disturbios en Saint Paul. Muchos conductores no sindicalizados resultaron heridos y numerosos tranvías sufrieron actos de vandalismo. Se llamó a la Guardia Nacional y se rompió la huelga, con 800 perdiendo sus puestos de trabajo. Los disturbios llevaron a la formación de la coalición campesina-laborista, a menudo citada como uno de los terceros más exitosos en la historia de Estados Unidos. Más tarde se fusionó con el Partido Demócrata estatal para formar el DFL.
El senador de Minnesota Andrew Volstead tenía su oficina en lo que ahora es el Landmark Center. En 1919 escribió allí la Ley Volstead, que inició la Prohibición. También en esa época, los ciudadanos de Saint Paul firmaron una petición solicitando que el Congreso creara un cementerio nacional en la región. Tomó tiempo, pero en 1937 el Congreso respondió creando el Cementerio Nacional de Fort Snelling.
En 1920, un concejal de Saint Paul, el Comisionado de Seguridad, Aloysius Smith, pidió a la Policía de Saint Paul que creara un programa de seguridad juvenil para las escuelas. Al principio eran solo escuelas públicas, pero el administrador del programa, el sargento Frank Hetznecker, fue a la arquidiócesis para preguntar si las escuelas parroquiales querían participar, y lo hicieron. La directora de la escuela Cathedral School, la hermana Carmela Hanggi, apoyó firmemente el programa. En febrero de 1921, los estudiantes de la Catedral llevaron a cabo el primer cruce de patrulla escolar supervisado por estudiantes en Kellogg Boulevard. El cinturón Sam Browne con insignia que se convirtió en sinónimo de patrulla escolar en todo el país provino del programa Saint Paul.
En la mañana del 7 de diciembre de 1941, el USS Ward estaba tripulado por reservistas de la milicia naval de Minnesota. Tenía una tripulación de 115, de los cuales 85 eran de Saint Paul. Esa mañana estaban apostados a la entrada de Pearl Harbor. Se avistó un periscopio detrás de un carguero y el Ward tomó medidas, convirtiéndose en los primeros estadounidenses en disparar sus armas en el combate de la Segunda Guerra Mundial. El cañón número 3 de Ward se exhibe en los terrenos del Capitolio del estado. En la Segunda Guerra Mundial sirvió el segundo USS Saint Paul encargado como crucero de la clase Baltimore. La campana de ese barco se exhibe en el ayuntamiento de Saint Paul.
Durante la década de 1960, junto con la renovación urbana, Saint Paul arrasó los vecindarios al oeste del centro de la ciudad para la creación del sistema de autopistas interestatales. De 1959 a 1961, el Barrio Rondo fue demolido para la construcción de la Interestatal 94. La pérdida de ese enclave afroamericano llamó la atención sobre la segregación racial y la vivienda desigual en las ciudades del norte. La celebración anual de los Días de Rondo conmemora a la comunidad afroamericana.
El centro de Saint Paul experimentó un auge en la construcción de rascacielos a partir de la década de 1970. Debido a que el centro de la ciudad está directamente debajo de la ruta de vuelo hacia el aeropuerto al otro lado del río, existe una restricción de altura para todas las construcciones. Los edificios más altos, como Galtier Plaza (Jackson y Sibley Towers), los condominios The Pointe of Saint Paul y el edificio más alto de la ciudad, Wells Fargo Place (anteriormente Minnesota World Trade Center), se construyeron a fines de la década de 1980. En las décadas de 1990 y 2000, continuó la tradición de traer nuevos grupos de inmigrantes a la ciudad. En 2004, casi el 10% de la población de la ciudad eran inmigrantes hmong recientes de Vietnam, Laos, Camboya, Tailandia y Myanmar. Saint Paul es la ubicación de los Archivos Hmong.

## Geografía

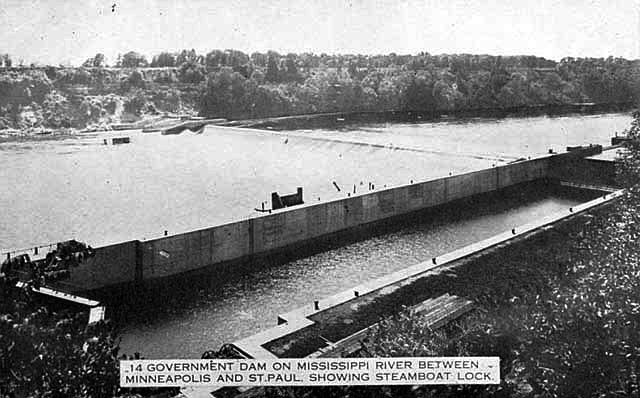
La esclusa y presa de la isla Meeker fue la primera esclusa y presa en el río Misisipi en 1902.

La historia y el crecimiento de Saint Paul como puerto de desembarco están ligados al agua. La característica física definitoria de la ciudad, la confluencia de los ríos Misisipi y Minnesota, fue tallada en la región durante la última edad de hielo, al igual que los escarpados acantilados del río y las dramáticas empalizadas sobre las que está construida la ciudad. El retroceso de los glaciares y el lago Agassiz forzaron torrentes de agua de un río glacial que socavaba los valles fluviales. La ciudad está situada en el centro-este de Minnesota.
El río Misisipi forma un límite municipal en parte de los lados oeste, suroeste y sureste de la ciudad. Mineápolis, la ciudad más grande del estado, se encuentra al oeste. Falcon Heights, Lauderdale, Roseville y Maplewood están al norte, con Maplewood al este. Las ciudades de West Saint Paul y South Saint Paul están al sur, al igual que Lilydale, Mendota y Mendota Heights, al otro lado del río desde la ciudad. Los lagos más grandes de la ciudad son Pig's Eye Lake, que forma parte del Misisipi, Lake Phalen y Lake Como. Según la Oficina del Censo de Estados Unidos, la ciudad tiene un área total de 145,51 km², de las cuales 134,63 km² es tierra y 10,88 km² es agua.
El departamento de Parques y Recreación es responsable de 160 parques y 41 centros de recreación. La ciudad ocupó el segundo lugar en acceso y calidad a los parques, solo después de Mineápolis, en el ranking ParkScore de 2018 de los 100 mejores sistemas de parques en los Estados Unidos según la organización sin fines de lucro Trust for Public Land.

### Barrios
El Departamento de Planificación y Desarrollo Económico de Saint Paul divide a Saint Paul en diecisiete Distritos de Planificación, creados en 1979 para permitir que los vecindarios participen en la gobernanza y utilicen las subvenciones en bloque para el desarrollo comunitario. Con un acuerdo de financiación directamente de la ciudad, los ayuntamientos comparten un fondo común. Los consejos tienen un control significativo del uso de la tierra, una voz para guiar el desarrollo y organizan a los residentes. Los límites se ajustan según los cambios de población; como tales, a veces se superponen con vecindarios establecidos. Aunque estos vecindarios cambiaron con el tiempo, los conservacionistas han salvado muchas de sus estructuras históricamente significativas.
Los 17 distritos de planificación de la ciudad son:
1. Sunray-Battle Creek-Highwood
2. Greater East Side
3. West Side
4. Dayton's Bluff
5. Payne-Phalen
6. North End
7. Thomas Dale (Frogtown)
8. Summit-University
9. West Seventh
10. Como Park
11. Hamline-Midway
12. Saint Anthony Park
13. Union Park
14. Macalester-Groveland
15. Highland Park
16. Summit Hill
17. Downtown

## Clima

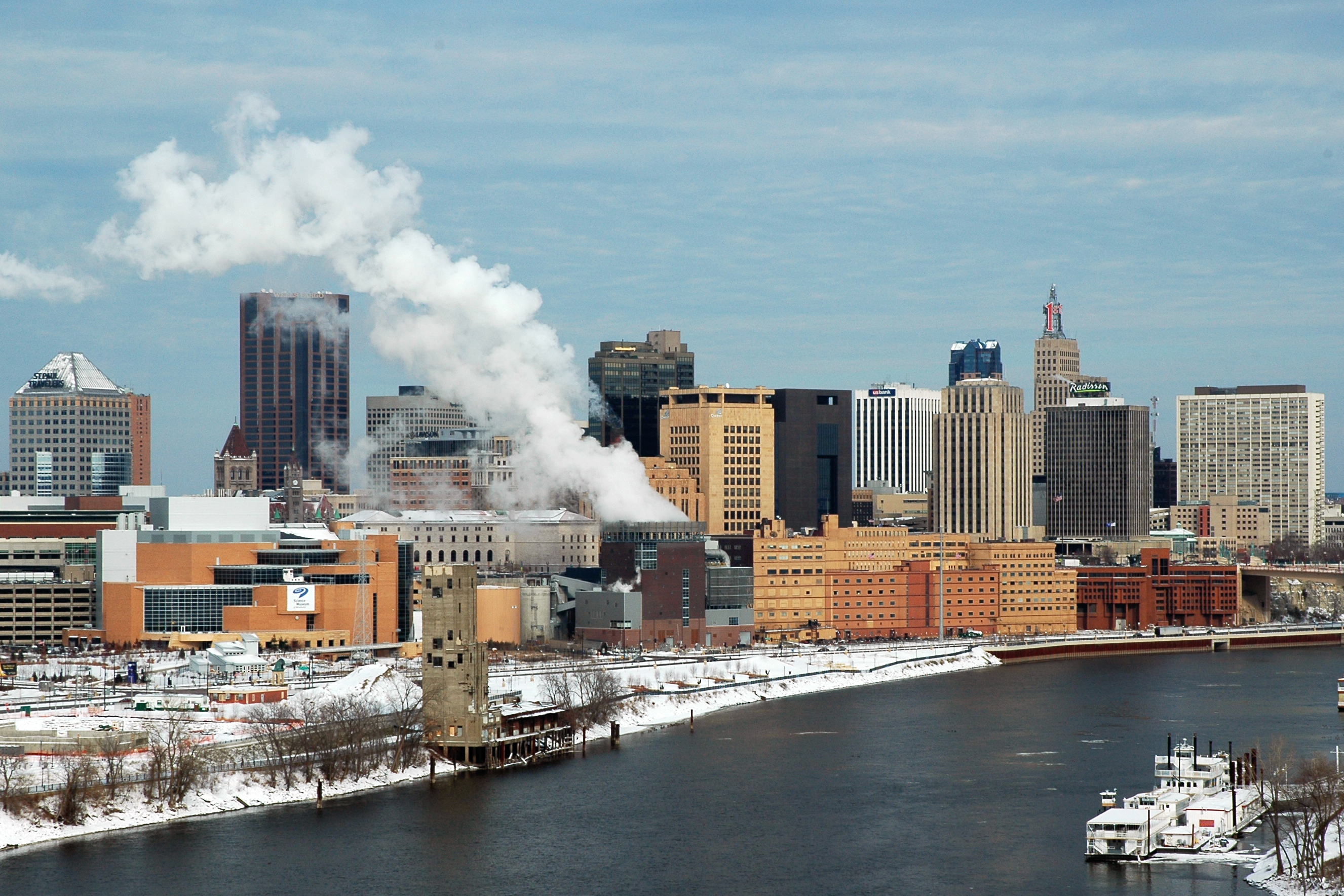
El horizonte de la ciudad desde el suroeste en el barrio de West Side en invierno

Saint Paul tiene un clima continental típico del Alto Medio Oeste de los Estados Unidos. Los inviernos son fríos y nevados, mientras que los veranos son cálidos y húmedos. En la clasificación climática de Köppen, Saint Paul se encuentra en la zona de clima continental húmedo de verano caliente (Dfa). La ciudad experimenta una amplia gama de precipitaciones y eventos climáticos relacionados, que incluyen nieve, aguanieve, hielo, lluvia, tormentas eléctricas, tornados y niebla.
Debido a su ubicación al norte y la falta de grandes masas de agua para moderar el aire, Saint Paul a veces está sujeto a masas de aire ártico frías, especialmente durante finales de diciembre, enero y febrero. La temperatura media anual de 8 °C le da al área metropolitana de Mineápolis-Saint Paul la temperatura media anual más fría de cualquier área metropolitana importante en los Estados Unidos contiguos

## Economía

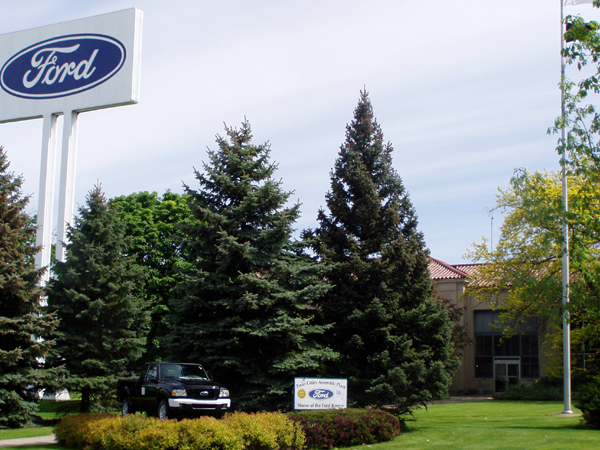
La planta de ensamblaje de ciudades gemelas de Ford Motor Company en 2006

El área de Mineápolis-Saint Paul-Bloomington emplea a 1 570 700 personas en el sector privado en julio de 2008, el 82,43% de las cuales trabaja en trabajos relacionados con la prestación de servicios privados.
Las principales corporaciones con sede en Saint Paul incluyen Ecolab, una empresa de productos químicos y de limpieza que Minneapolis/Saint Paul Business Journal nombrado en 2008 como el octavo mejor lugar para trabajar en Twin Cites para empresas con 1000 empleados de tiempo completo en Minnesota, y Securian Financial Group Inc.
La Compañía 3M se mudó a Saint Paul en 1910. Construyó una sede art deco en 900 Bush que aún se mantiene en pie. Las operaciones de la sede se trasladaron al campus de Maplewood en 1964. La fabricación de 3M continuó durante un par de décadas más hasta que cesaron todas las operaciones de Saint Paul.
La ciudad albergaba la planta de ensamblaje de ciudades gemelas de Ford Motor Company, que abrió en 1924 y cerró a fines de 2011. La planta estaba en Highland Park en el río Misisipi, adyacente a Lock and Dam n.º 1, Misisipi River, que genera energía hidroeléctrica. El sitio ahora se está limpiando de edificios y se está probando la contaminación para prepararlo para la reurbanización. El desarrollador principal, Ryan Company, ha publicado un conjunto propuesto de cambios de zonificación que darán forma a cómo se utilizará la tierra.
Saint Paul ha financiado el desarrollo de la ciudad con financiamiento de incremento de impuestos (TIF). En 2018, tenía 55 distritos TIF. Los proyectos que se han beneficiado de la financiación de TIF incluyen el estadio Saint Paul Saints y las viviendas asequibles a lo largo de la Línea Verde Metro de Twin Cities.

## Cultura

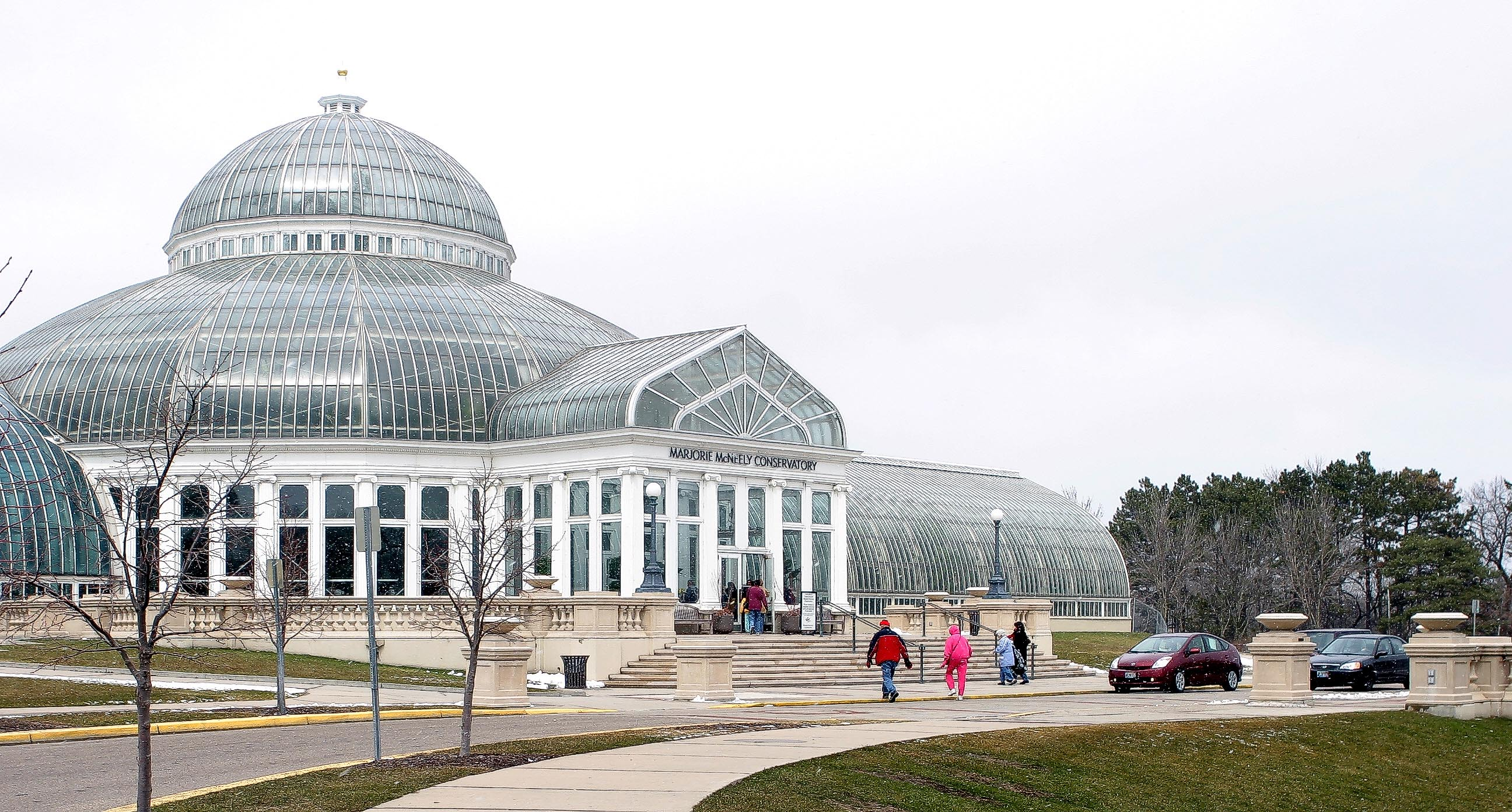
Como Park Zoo and Conservatory es un invernadero público gratuito y un zoológico urbano abierto todo el año.

Cada enero, Saint Paul acoge el Carnaval de Invierno de Saint Paul, una tradición que comenzó en 1886 cuando un reportero de Nueva York llamó a Saint Paul "otra Siberia ". Los organizadores tuvieron un modelo en el Carnaval de Invierno de Montreal el año anterior. El arquitecto AC Hutchinson diseñó el castillo de hielo de Montreal y fue contratado para diseñar Saint Paul's primero. El evento se ha celebrado 135 veces con una asistencia de 350.000 personas. Incluye una competencia de escultura en hielo, una competencia de escultura en nieve, una búsqueda del tesoro de medallones, comida, actividades y un palacio de hielo cuando se puede organizar. El zoológico y conservatorio de Como y el jardín japonés contiguo son populares durante todo el año. El histórico Landmark Center en el centro de Saint Paul alberga organizaciones culturales y artísticas. Los sitios de recreación de la ciudad incluyen Indian Mounds Park, Battle Creek Regional Park, Harriet Island Regional Park, Highland Park, Wabasha Street Caves, Lake Como, Lake Phalen y Rice Park, así como varias áreas colindantes con el río Misisipi. La Feria Irlandesa de Minnesota se lleva a cabo anualmente en el área del Pabellón de la Isla Harriet. El festival deportivo estadounidense Hmong más grande del país, el Freedom Festival, se lleva a cabo el primer fin de semana de julio en McMurray Field cerca de Como Park.
La ciudad está asociada con la Feria Estatal de Minnesota en la vecina Falcon Heights, al oeste de Como Park. La feria se remonta a antes de la estadidad. Con los intereses en competencia de Mineápolis y Saint Paul, se llevó a cabo en "terreno neutral" entre ambos. Esa área se negó a formar parte de Saint Paul o Roseville y se convirtió en Falcon Heights en la década de 1950. El campus Saint Paul de la Universidad de Minnesota se encuentra en Falcon Heights.
Fort Snelling a menudo se identifica como en Saint Paul, pero en realidad es su propio territorio desorganizado. La parte este del territorio desorganizado de Fort Snelling (MSP incluido) tiene una dirección postal de Saint Paul. El lado occidental tiene un código postal de Mineápolis.

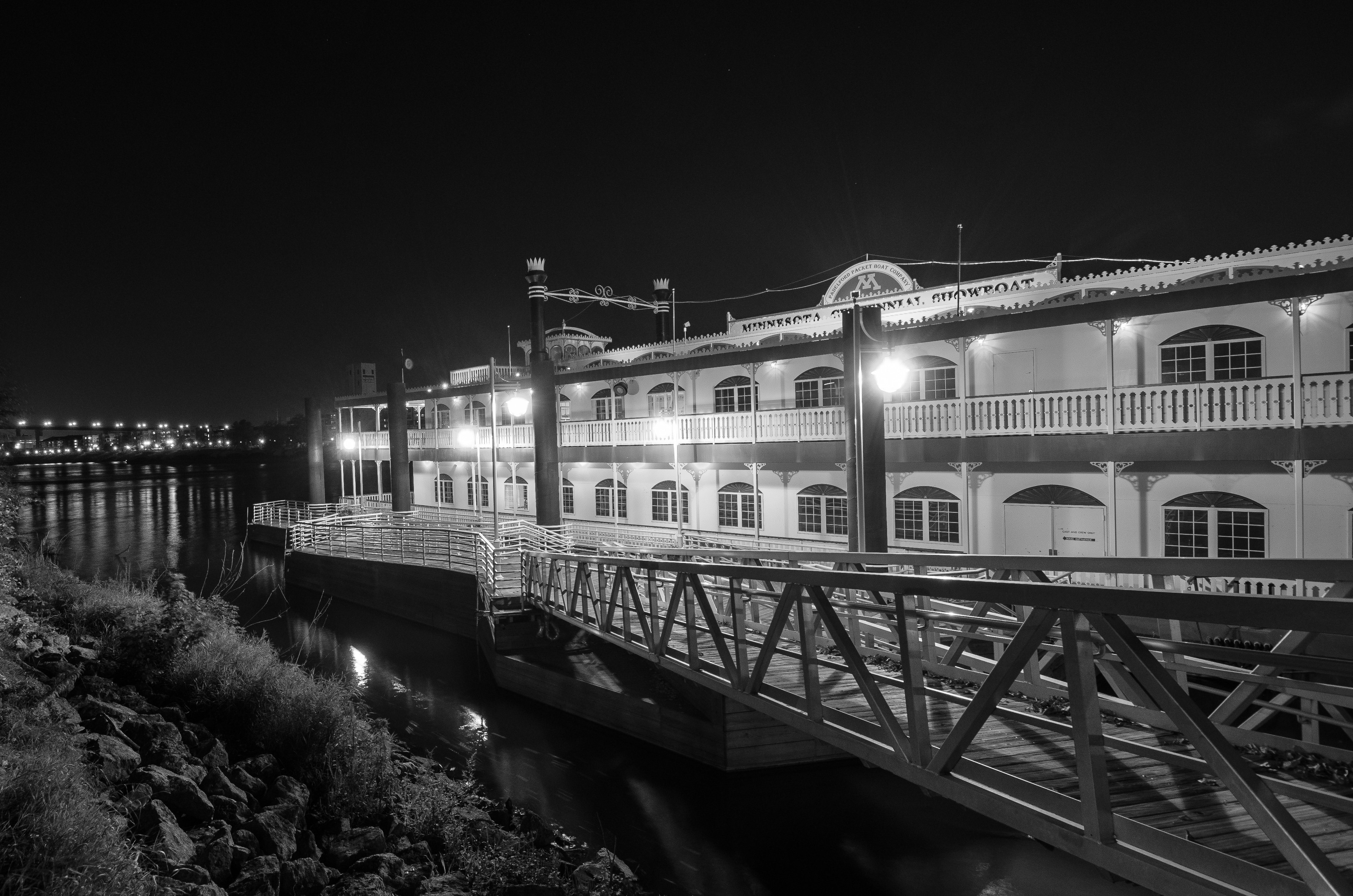
El Minnesota Centennial Showboat estaba anclado en el río Misisipi a lo largo de la isla Harriet.

Saint Paul es el lugar de nacimiento del dibujante Charles M. Schulz, que vivió en Merriam Park desde la infancia hasta 1960. Peanuts de Schulz inspiró esculturas gigantes decoradas alrededor de la ciudad, una promoción de la Cámara de Comercio a fines de la década de 1990. Otros residentes notables incluyen al escritor F. Scott Fitzgerald y al dramaturgo August Wilson, quien estrenó muchas de las diez obras de su Pittsburgh Cycle en el Penumbra Theatre local.
El Ordway Center for the Performing Arts alberga producciones teatrales y la Ópera de Minnesota es un inquilino fundador. RiverCentre, adjunto al Xcel Energy Center, sirve como centro de convenciones de la ciudad. La ciudad ha contribuido a la música de Minnesota y la escena musical de Twin Cities a través de varios lugares. Grandes músicos de jazz han pasado por el influyente Artists 'Quarter, establecido por primera vez en la década de 1970 en Whittier y se mudó al centro de Saint Paul en 1994. Artists 'Quarter también alberga el Soapboxing Poetry Slam, sede de los Campeones Nacionales de Poesía Slam 2009. En The Black Dog, en Lowertown, muchos músicos de jazz franceses o europeos (Evan Parker, Tony Hymas, Benoît Delbecq, François Corneloup) se han reunido con músicos de Twin Cities y han iniciado nuevas giras por Europa. Grupos y artistas como Fantastic Merlins, Dean Magraw/Davu Seru, Merciless Ghosts y Willie Murphy son habituales. El Turf Club en Midway ha sido un hito en la escena musical desde la década de 1940. Saint Paul es también la base de operaciones del Rose Ensemble, aclamado internacionalmente. Como bastión irlandés, la ciudad cuenta con pubs irlandeses populares con música en vivo, como Shamrocks, The Dubliner, y hasta su cierre en 2019, O'Gara's. La Orquesta de Cámara de Saint Paul, aclamada internacionalmente, es la única orquesta de cámara profesional de tiempo completo del país. El Showboat del Centenario de Minnesota en el río Misisipi comenzó en 1958 con la primera celebración del centenario de Minnesota.
Saint Paul alberga varios museos, incluido el Museo de Diseño Goldstein de la Universidad de Minnesota, el Museo Infantil de Minnesota, el Museo de Instrumentos Musicales del Club Schubert, el Museo de Arte Estadounidense de Minnesota, el Traces Center for History and Culture, el Minnesota History Center, la Alexander Ramsey House, la James J. Hill House, el Minnesota Transportation Museum, el Science Museum of Minnesota y el Twin City Model Museo del Ferrocarril.

## Gobierno y política

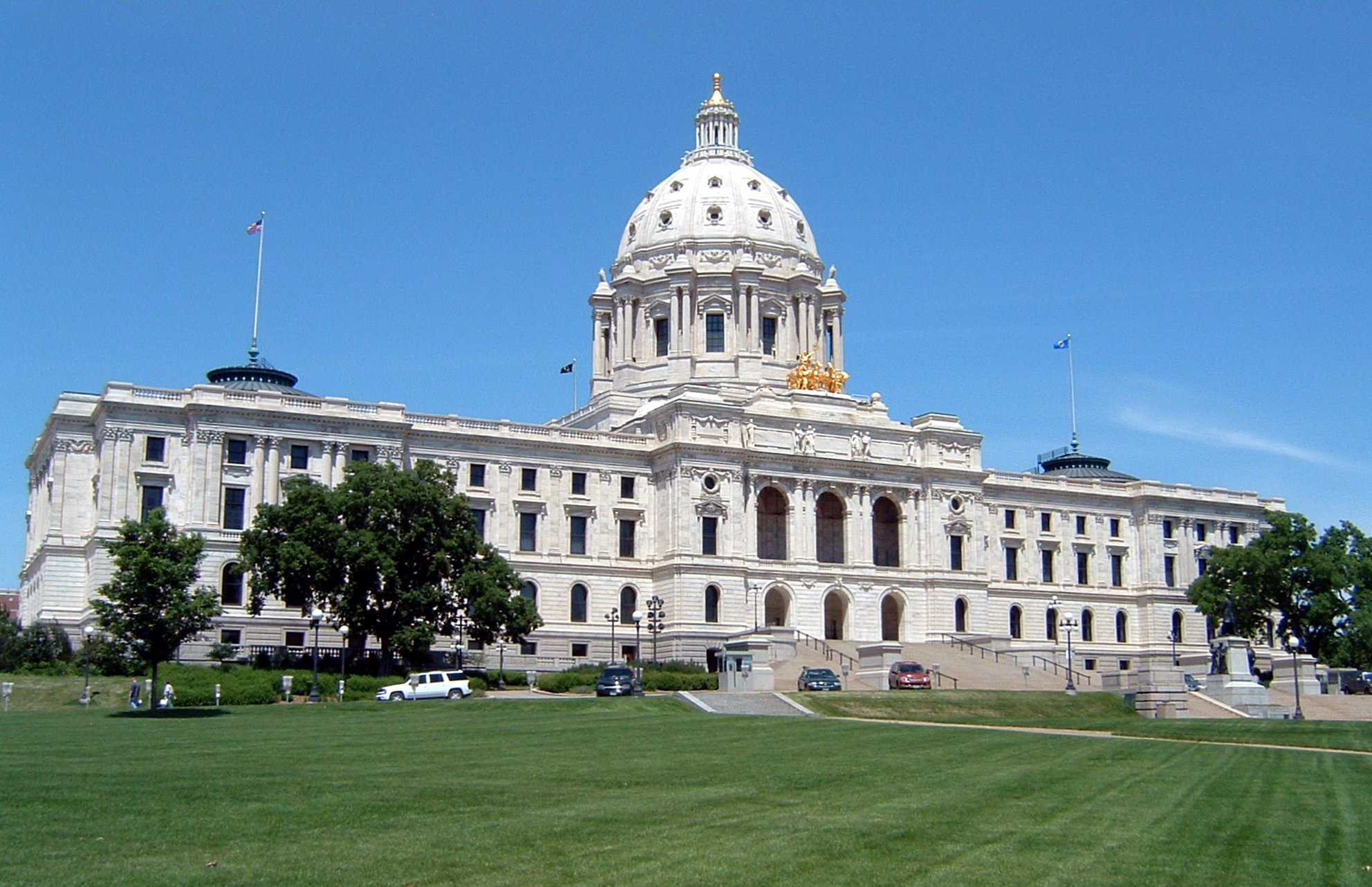
Capitolio del estado de Minnesota

Saint Paul tiene una variante de la forma de gobierno alcalde-concejo. El alcalde es el director ejecutivo y el director administrativo de la ciudad y el consejo municipal de siete miembros es su cuerpo legislativo. El alcalde es elegido por toda la ciudad, mientras que los miembros del consejo de la ciudad son elegidos de siete distritos geográficos diferentes de población aproximadamente igual. Tanto el alcalde como los miembros del consejo sirven términos de cuatro años. El alcalde actual es Melvin Carter (DFL), el primer alcalde afroamericano de Saint Paul. Aparte de Norm Coleman, quien se convirtió en republicano durante su segundo mandato, Saint Paul no ha elegido un alcalde republicano desde 1952.

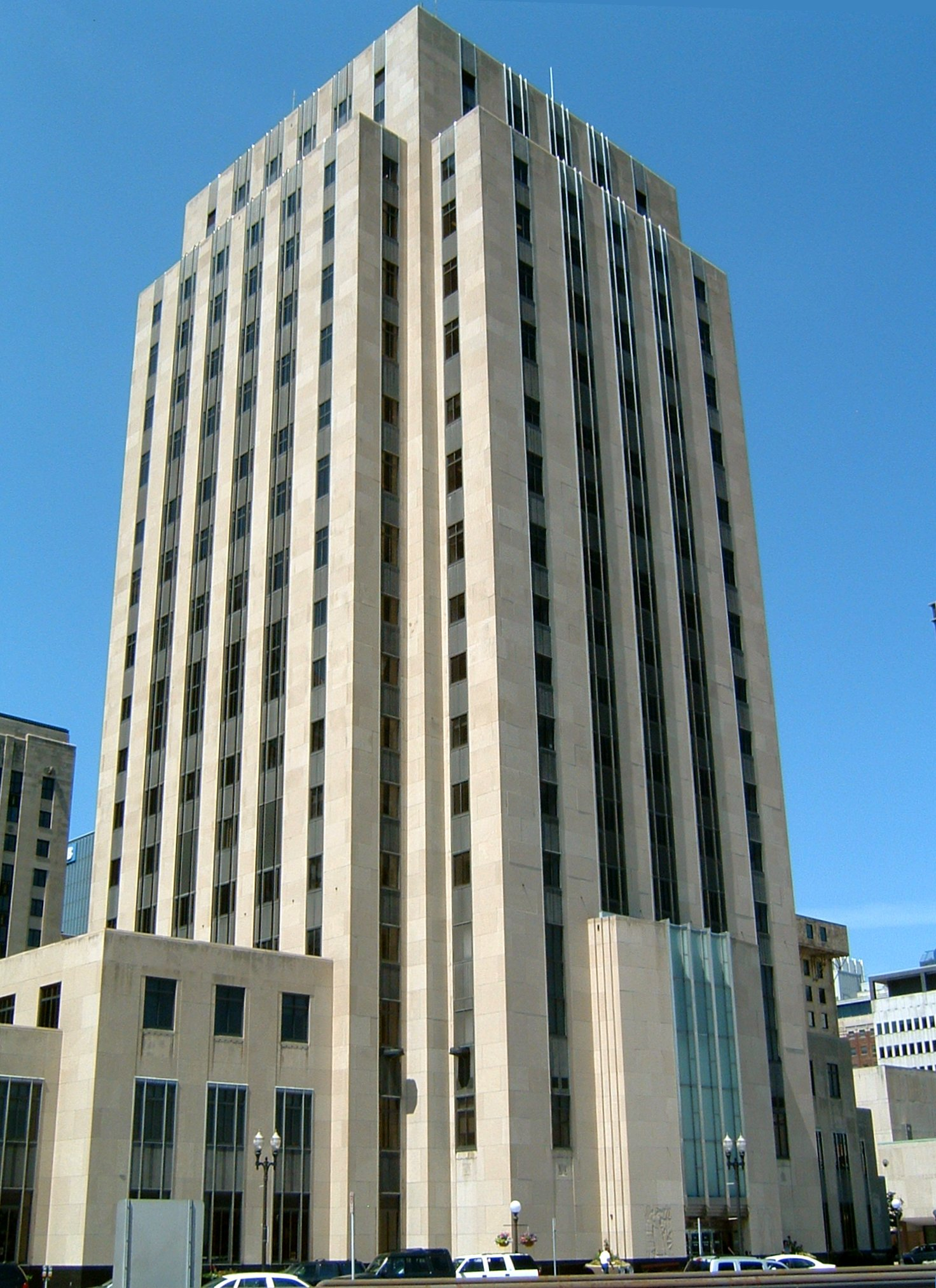
Ayuntamiento de Saint Paul y Palacio de Justicia del Condado de Ramsey

La ciudad es también la sede del condado de Ramsey, llamada así por Alexander Ramsey, el primer gobernador del estado. El condado una vez abarcó gran parte del área metropolitana actual y originalmente se llamaría condado de Saint Paul en honor a la ciudad. Hoy es geográficamente el condado más pequeño y el más densamente poblado. Ramsey es el único condado de gobierno autónomo en Minnesota; la Junta de Comisionados de siete miembros nombra a un administrador del condado cuya oficina se encuentra en la combinación del ayuntamiento/palacio de justicia del condado junto con las Cortes Judiciales Segundas de Minnesota. El cercano Centro de Aplicación de la Ley alberga la oficina del alguacil del condado de Ramsey.

## Medios de comunicación

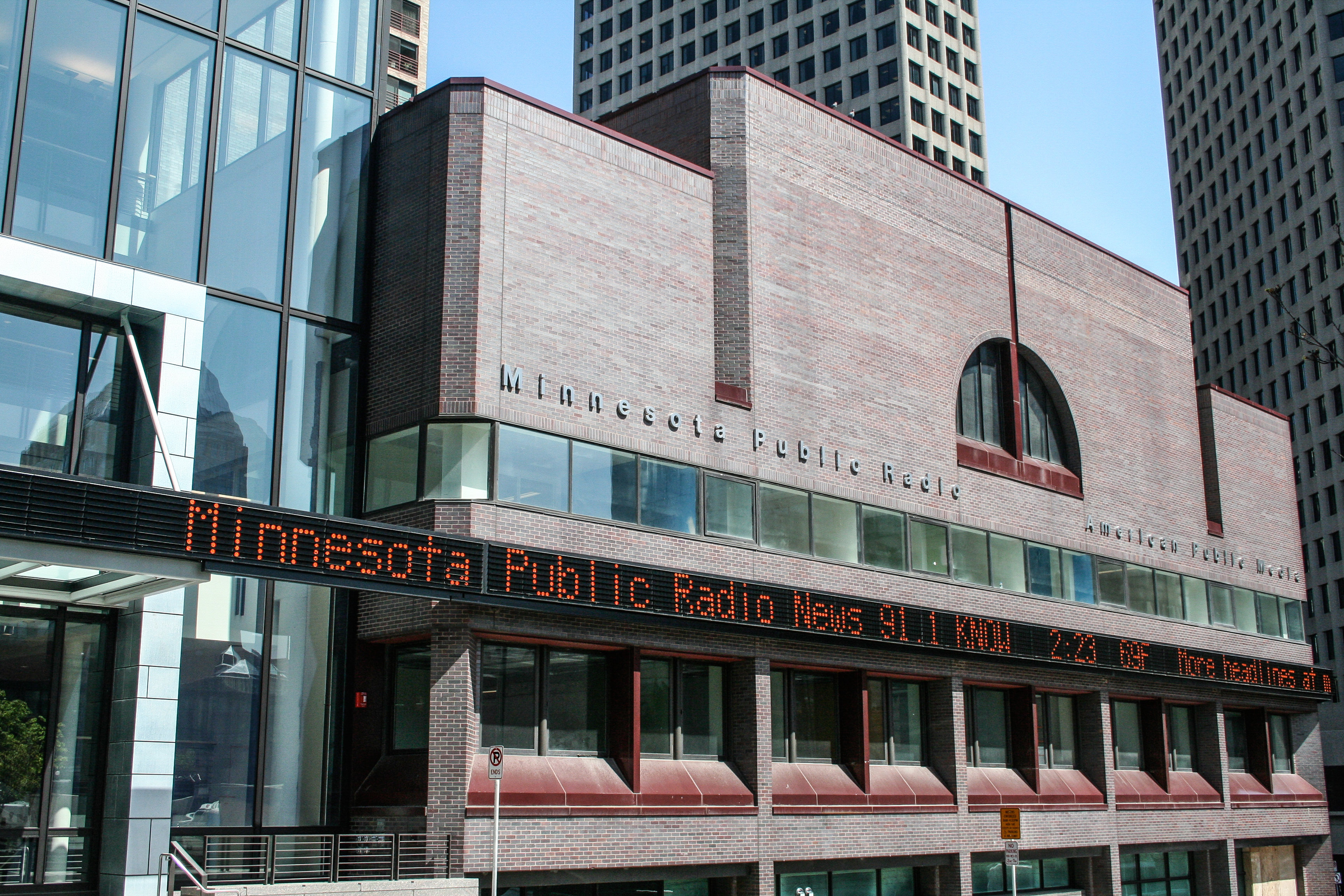
La sede de la Radio Pública de Minnesota en el centro de Saint Paul

Los residentes de Saint Paul pueden recibir 10 estaciones de televisión de transmisión, cinco de las cuales transmiten desde dentro de Saint Paul. Un periódico diario, St. Paul Pioneer Press, dos periódicos vecinales semanales, East Side Review y City Pages (propiedad de The Star Tribune Company), y varios periódicos vecinales mensuales o quincenales sirven a la ciudad. Fue la única ciudad en los Estados Unidos con una población de 250.000 o más que vio un aumento en la circulación de los periódicos dominicales en 2007. Varios medios de comunicación con sede en la vecina Mineápolis también sirven a la comunidad de Saint Paul, incluido el Star Tribune. En Saint Paul se encuentra la Minnesota Public Radio (MPR), un sistema de tres formatos que transmite en casi 40 estaciones todo el Medio Oeste. MPR ofrece localmente noticias e información, música clásica y The Current (que reproduce una amplia variedad de música). La estación tiene 110,000 miembros regionales y más de 800,000 oyentes cada semana en todo el Upper Midwest, la audiencia más grande de cualquier red de radio pública regional. También operando como parte de American Public Media, la programación de MPR llega a cinco millones de oyentes, principalmente a través de Live from Here, presentado por Chris Thile (anteriormente conocido como A Prairie Home Companion, presentado por Garrison Keillor, quien también vive en la ciudad). El Teatro Fitzgerald, rebautizado en 1994 por el novelista y nativo de Saint Paul F. Scott Fitzgerald, es la sede del espectáculo.

## Transporte

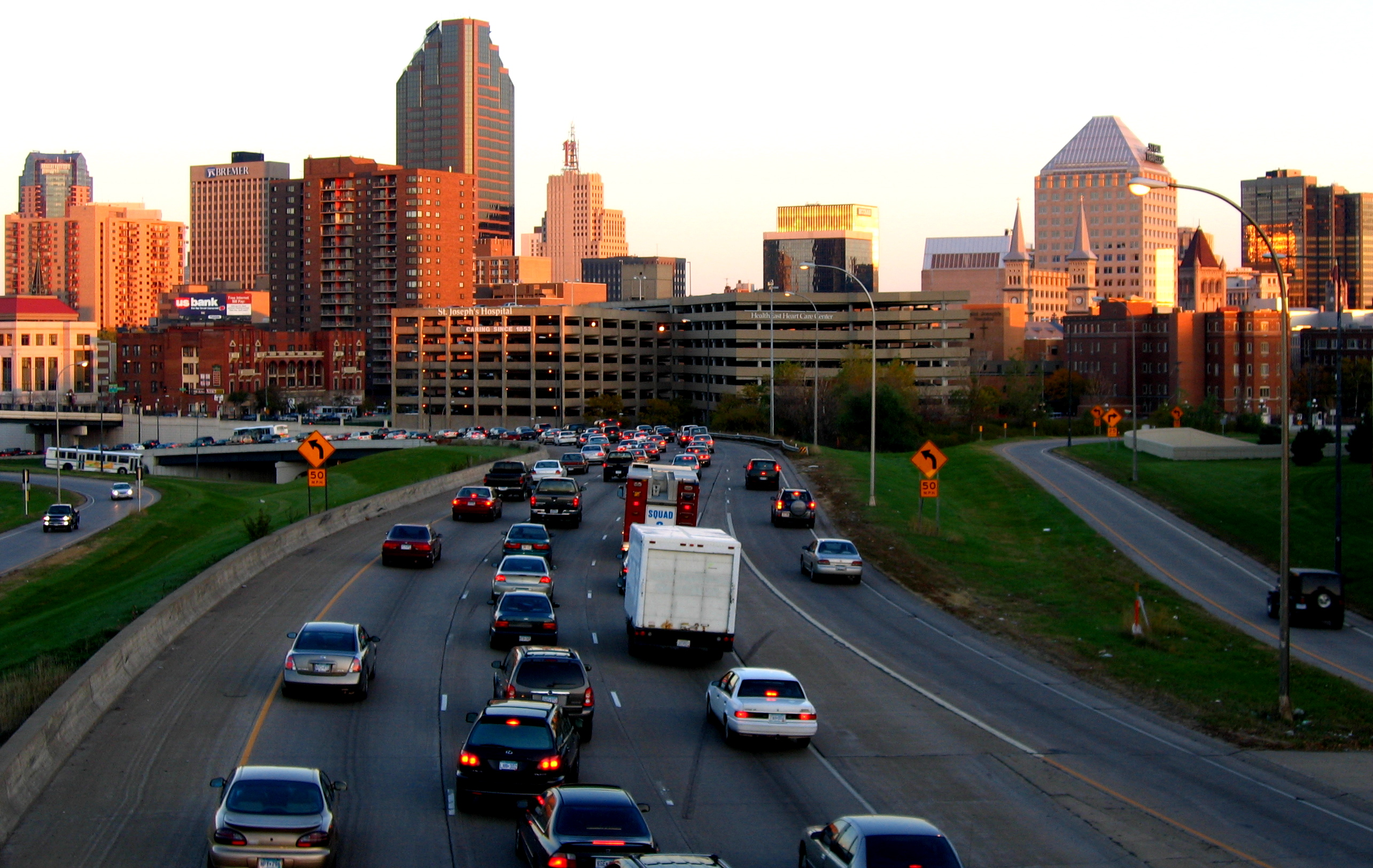
I-94 cuando ingresa al centro de Saint Paul desde el oeste

Los residentes usan la Interestatal 35E que corre de norte a sur y la Interestatal 94 que corre de este a oeste. Las carreteras troncales incluyen la US Highway 52, Minnesota State Highway 280 y Minnesota State Highway 5. Saint Paul tiene varias carreteras únicas, como Ayd Mill Road, Phalen Boulevard y Shepard Road/Warner Road, que siguen en diagonal características geográficas particulares de la ciudad. El ciclismo también está ganando popularidad debido a la creación de más carriles para bicicletas pavimentados que se conectan con otras rutas para bicicletas en todo el área metropolitana y la creación de Nice Ride Minnesota, un sistema de alquiler y uso compartido de bicicletas sin fines de lucro operado por temporadas que tiene más de 1550 bicicletas y 170 estaciones en Mineápolis y Saint Paul. El centro de Saint Paul tiene 8 km de sistema de vías aéreas cerrado en más de 25 cuadras de la ciudad. Los 906 km Avenue of the Saints conecta Saint Paul con San Luis, en Misuri.
El trazado de las calles y carreteras de la ciudad a menudo ha generado quejas. Mientras era gobernador de Minnesota, Jesse Ventura apareció en el Late Show con David Letterman, y comentó que las calles fueron diseñadas por "irlandeses borrachos". Más tarde se disculpó, aunque la gente se había estado quejando del sistema de rejilla fracturado durante más de un siglo en ese momento. Parte del diseño de las carreteras de la ciudad es el resultado de la curva del río Misisipi, la topografía montañosa, los conflictos entre los desarrolladores de diferentes vecindarios en la ciudad primitiva y los grandes planes realizados a medias. Fuera del centro de la ciudad, las carreteras son menos confusas, pero la mayoría de las carreteras tienen nombre, en lugar de numerarse, lo que aumenta la dificultad de navegación para los no nativos.

### Tránsito masivo
Metro Transit ofrece servicio de autobús y tren ligero en el Área de Mineápolis-Stain Paul. La Línea Verde es una línea de tren ligero de 18 km que conecta el centro de Saint Paul con el centro de Mineápolis con 14 estaciones en Saint Paul. La Línea Verde corre hacia el oeste a lo largo de University Avenue, a través del campus de la Universidad de Minnesota, hasta que se conecta y luego comparte estaciones con la Línea Azul en el centro de Mineápolis. La construcción comenzó en noviembre de 2010 y la línea comenzó a funcionar el 14 de junio de 2014. Aproximadamente 45 000 personas viajaron el primer día; Se espera una media de 28.000 ciclistas al día.
Metro Transit abrió la línea METRO A, a lo largo de Snelling Avenue y Ford Parkway. La línea A conecta la línea azul del METRO en la estación de la calle 46 con el centro Rosedale con una conexión en la estación de la avenida Snelling de la línea verde. La Línea A es la primera de una serie de líneas de tránsito rápido de autobuses arteriales planificadas y está programada para abrir a principios de 2016.

### Ferrocarril
El Empire Builder de Amtrak entre Chicago y Seattle se detiene dos veces al día en cada dirección en el recientemente renovado Saint Paul Union Depot. El número de pasajeros en el tren aumentó aproximadamente un 6 por ciento desde 2005 a más de 505 000 personas en el año fiscal 2007. Un estudio del Departamento de Transporte de Minnesota encontró que el aumento del servicio diario a Chicago debería ser económicamente viable, especialmente si se origina en Saint Paul y no experimenta retrasos en el resto de la ruta occidental del Empire Builder. Saint Paul es el sitio del Pig's Eye Yard, un importante patio de clasificación de carga para Canadian Pacific Railway. En 2003, el astillero manejaba más de 1,000 vagones de carga por día. Tanto Union Pacific como Burlington Northern Santa Fe pasan trenes por el patio, aunque no están clasificados en Pig's Eye. Burlington Northern Santa Fe opera el gran Northtown Yard en Mineápolis, que maneja alrededor de 600 autos por día. Hay varios otros patios pequeños ubicados alrededor de la ciudad.

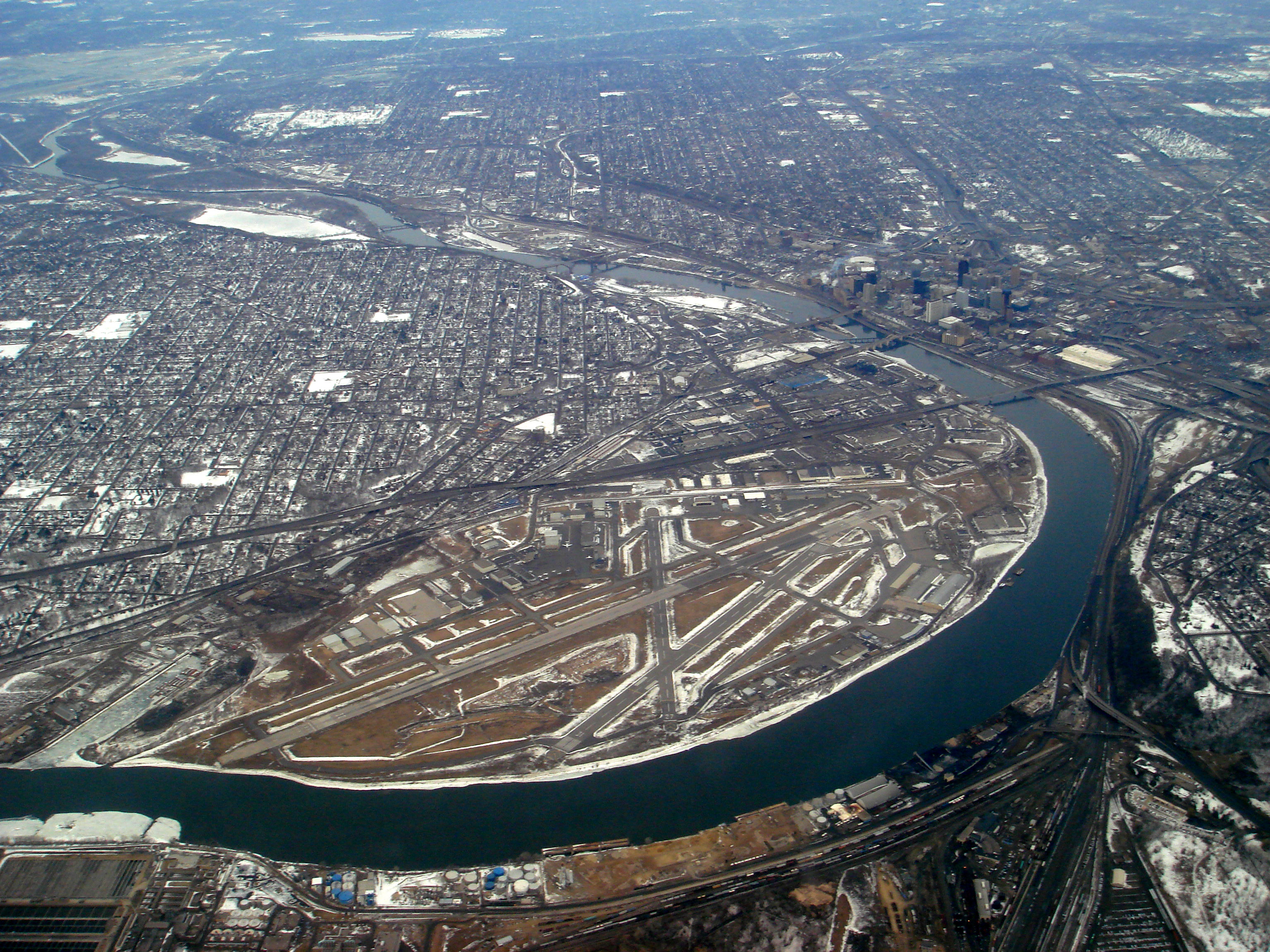
Aeropuerto del centro de Saint Paul (Holman Field)

### Aeropuertos
El aeródromo de Holman está al otro lado del río desde el centro de Saint Paul. Lamprey Lake estuvo allí hasta que el Cuerpo de Ingenieros del Ejército lo llenó de dragas a principios de la década de 1920. Northwest Airlines comenzó sus operaciones iniciales desde Holman en 1926. Durante la Segunda Guerra Mundial, Northwest tenía un contrato para instalar sistemas de radar mejorados en B-24, empleando a 5,000 en el aeródromo. Después de la Segunda Guerra Mundial, Holman Airfield compitió con Speedway Field por la creciente industria de la aviación de Twin Cities y al final perdió. Hoy Holman es un aeropuerto de relevo administrado por la Comisión Metropolitana de Aeropuertos. Es la sede de la Guardia Nacional Aérea de Minnesota y de una escuela de entrenamiento de vuelo y está diseñado para la aviación corporativa local. Hay tres pistas, con el edificio de administración de campo Holman y el hangar de Riverside en el Registro Nacional de Lugares Históricos. La importancia histórica del edificio original de Northwest Airlines se hizo patente solo después de que comenzara la demolición.
En su mayor parte, las necesidades de aviación de Saint Paul son atendidas por el Aeropuerto Internacional de Mineápolis-Saint Paul (MSP), que se encuentra en 11 857 m² en el Territorio Desorganizado de Fort Snelling que limita con la ciudad al suroeste. MSP sirve a 17 líneas aéreas comerciales de pasajeros y es el centro de Delta Air Lines, Mesaba Airlines y Sun Country Airlines.

## Gente notable
- Loni Anderson (nacida en 1946), actriz
- Louie Anderson (nacido en 1953), comediante
- Wendell Anderson (1933-2016), senador de Estados Unidos
- Richard Arlen (1899-1976), actor
- Warren E. Burger (1907–1995), presidente del Tribunal Supremo de Estados Unidos
- F. Scott Fitzgerald (1896-1940), autor
- Josh Hartnett (nacido en 1978), actor
- Mitch Hedberg (24 de febrero de 1968 a 29 de marzo de 2005), comediante
- Timothy M. Kaine (nacido en 1958), senador de los Estados Unidos por Virginia, ex gobernador de Virginia
- Rachel Keller (nacida en 1992), actriz
- Sunisa Lee (nacida en 2003), gimnasta olímpica y medallista de oro
- Joe Mauer (nacido en 1983), jugador de béisbol MLB
- Kate Millett (1934-2017), académica, autora, feminista
- Paul Molitor (nacido en 1956), jugador de béisbol MLB
- Tim Pawlenty (nacido en 1960), exgobernador de Minnesota
- Isaac Rosefelt (nacido en 1985), jugador de baloncesto estadounidense-israelí del Maccabi Ashdod en la Premier League de baloncesto israelí
- Charles M. Schulz (1922-2000), dibujante, nacido en Mineápolis, creció en Saint Paul
- Chad Smith (nacido en 1961), baterista de Red Hot Chili Peppers desde 1988, nacido en Saint Paul
- Terrell Suggs, ala defensiva/apoyador de los Kansas City Chiefs
- Lindsey Vonn (nacida en 1984), esquiador olímpico y medallista de oro